# Celia Fiennes

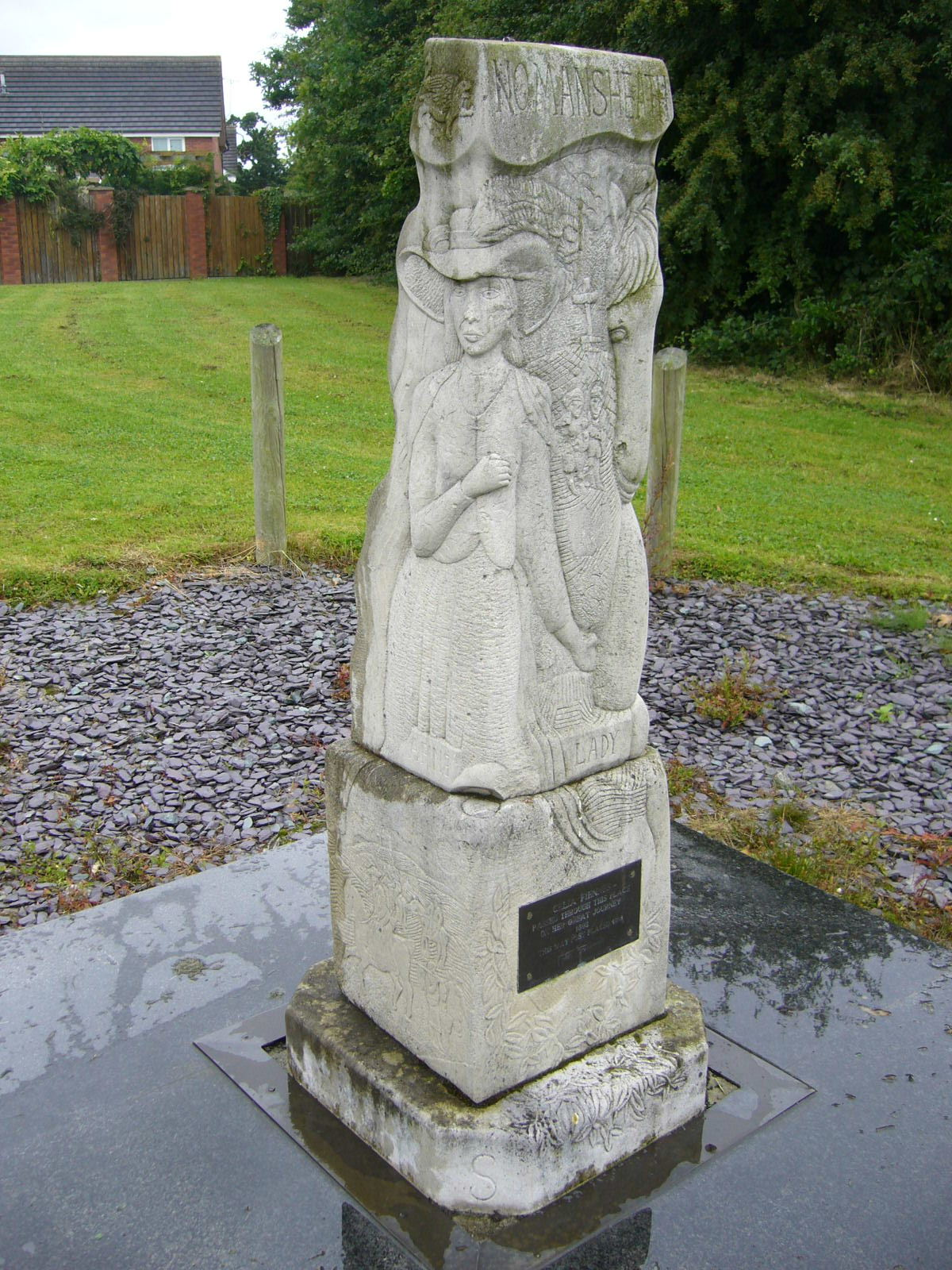
Soi-disant « le seul mémorial permanent au pays pour Celia Fiennes », ce Waymark est érigé à

Celia Fiennes (7 juin 1662 – 10 avril 1741) est une grande voyageuse anglaise.

## Biographie
Née à Newton Tony, Wiltshire, elle est la fille de Nathaniel Fiennes, un colonel parlementaire de la Première Révolution anglaise et de sa deuxième femme, Frances née Whitehead. Nathaniel est le deuxième fils de William Fiennes. 
Celia Fiennes meurt à Hackney en 1741.

## Pionnière du voyage
Fienne ne se marie pas et en 1691, elle déménage à Londres, où habitait sa sœur, qui elle était mariée. Elle voyage à cheval au travers l'Angleterre entre 1684 et environ 1703 « afin de se refaire une santé, changer d'air et faire de l'exercice » (Journeys). À cette époque, l'idée de voyager pour le fait même était une nouveauté et Fiennes était une voyageuse enthousiaste. Elle voyageait parfois avec de la parenté, mais elle fait sa « Great Journey to Newcastle and Cornouailles » de 1698 accompagnée d'un ou deux serviteurs. Ses voyages continuent avec intermittences jusqu'en 1712 et la mènent au travers de presque toute l'Angleterre.